# AMX-40主戰坦克

AMX-40由法國GIAT（现奈克斯特系統公司）於1983年推出的一款主战坦克，計劃作為法國陸軍AMX-30後繼車型。AMX-40的發展可追溯至1960年代研發的AMX-30，雖然此款坦克是法國陸軍的主力裝備，但被認為裝甲過於單薄，於是在1979年改良出加入間隙裝甲的AMX-32裝甲強化型，但未有接獲任何訂單，於是進一步發展出AMX-40，可是同樣沒有獲得任何國家採用，计划流产于1990年。

## 開發概要
AMX-40是GIAT針對AMX-30及AMX-32的缺點在1983年推出的原型車，其用上了日漸流行的複合裝甲提升防護力，車重增加至43噸，車身也較前兩型加長，負重輪由AMX-30的5對增加至6對，但採用了功率更大，輸出馬力達1,100匹的柴油發動機，雖然車重增加，但機動性卻較前兩型優異，最高路速可達時速70公里。AMX-40的火力有較大提升，採用GIAT自行開發的120毫米口徑52倍徑的CN120-25 G1滑膛炮，可發射北約標準的120毫米口徑彈藥，火控也較所改良。
雖然AMX-40的性能比AMX-30B2及AMX-32已大為進步，但其原始設計仍是來自1960年代的AMX-30，與已於1979年量產的西德豹2型坦克及美國M1坦克相比，AMX-40的戰鬥重量輕了超過10噸，雖然機動性已達同期標準，但也反映其裝甲防護力仍然比不上同時期美國和西德的最新銳主力坦克，法國陸軍評估後認為AMX-40的總體性能未能滿足需求，所以決定不予採用。GIAT曾經嘗試在中東地區尋找AMX-40的買家，因為蘇聯當時已經將T-72坦克外銷到伊拉克及敘利亞，所以其他中東國家也計劃購買可與之抗衡的新型坦克，可是AMX-40連法國陸軍都沒有採用，也就更難取得外國買家的信任，AMX-40因此沒有任何國家採購，僅製造了兩輛原型車供測試用途。
由於法國陸軍的AMX-30已追不上時代，AMX-40的外銷失敗也反映GIAT當時設計的坦克，在技術上仍不如美德兩國在同時期推出的新產品，促使GIAT總結AMX-40的研發經驗，開發全新設計的勒克萊爾主戰坦克，並獲得法國陸軍採用成為1990年代後期的裝甲部隊主力車型。

## 基本資料
- 乘員：4人（車長，炮手，装填手和駕駛員）
- 車長：6.8米（不計炮管）
- 車闊：3.36米
- 車高：2.38米
- 重量：43噸
- 最快速度：70公里/小時
- 續航距離：600公里
- 主武裝：120毫米口徑滑膛炮
- 副武裝：20毫米口徑同軸機炮+1挺7.62NF-1防空機槍
- 發動機：水冷式柴油發動機（1,100匹馬力）

## 研發國家
- 法國

## 外部連結
- 法国AMX-40主战坦克

1. ↑  . Military Factory.   [2018-11-11]. （原始内容存档于2018-11-11）.